# Zgornja Besnica, Kranj
Zgornja Besnica este o localitate din comuna Kranj, Slovenia, cu o populație de 651 de locuitori.